# Kostel Povýšení svatého Kříže (Uhřínov)
Kostel Povýšení svatého Kříže je farní kostel římskokatolické farnosti Uhřínov. Jedná se o trojlodní pseudorománskou stavbu, kdy celková délka stavby je 36 metrů, šířka 15,5 metru a výška s věží je 35 metrů. V kostele se nachází hlavní oltář vyřezaný ze dřeva, v bočních lodích jsou další dva boční oltáře, levý zasvěcený Panně Marii Lourdské, pravý je zasvěcen Božímu hrobu. V kostele se nachází několik soch, u hlavního oltáře jsou umístěny sochy svatých Cyrila a Metoděje, dále v hlavní lodi jsou umístěny sochy svatého Jeronýma, svatého Řehoře, svatého Augustina, svatého Františka Saleského, Neposkrvněného Srdce Panny Marie, svatého Petra, Nejsvětějšího srdce Ježíšova a svatého Pavla. V kostele bylo po druhé světové válce postupně umístěno pět zvonů, z nich jeden je umíráček.

## Historie
První kostel v Uhřínově stál již kolem 1496, později však sloužil nekatolíkům a v roce 1672 byl již plně zpustlý a navíc vyhořel a tak byl již kolem roku 1720 postaven kostel nový, ke kterému byla v roce 1738 postavena věž. V roce 1785 byla ustavena farnost v Uhřínově. Později však i tento kostel byl značně zpustlý a tak bylo v roce 1907 započato s jeho bouráním. 
Od roku 1903 byl farářem uhřínovské farnosti František Bajar, který byl vyslán do farnosti z toho důvodu, že rád staví. Později se povedlo prostřednictvím finančního sekretáře království J. Čermáka sehnat peníze na stavbu, plány měl připravit Richard Martin, který postavil kostel svatého Martina ve Zbýšově. V roce 1907 byla povolena stavba nového kostela a 20. října téhož roku byl posvěcen základní kámen. Stavba začala však až v červenci roku 1908, kdy stavitelem byl určen Leopold Jungmann, hrubá stavba kostela byla dokončena do začátku zimy téhož roku a byla provizorně přikryta střešními taškami, celková stavba s věží a zaklenutím byla dokončena 1. června 1909, 19. června byly dovezeny zvony a později byly dokončovány interiéry a také byly pořízeny varhany. Kostel pak byl vysvěcen 28. listopadu 1909. Pořízené zvony však byly v roce 1914 kvůli první světové válce rekvírovány a další zvony pak byly pořízeny v roce 1925, ty však byly opět kvůli druhé světové válce zrekvírovány. 
V roce 1955 pak byly pořízeny tři nové zvony, v roce 1957 pak byl pořízen ještě další zvon, ten byl zasvěcen svatým Petrovi a Pavlovi. V roce 1950 byl kostel rekonstruován, byly vymalovány interiéry kostela a mezi lety 1965 a 1966 došlo také k rekonstrukci vnější fasády kostela a věže. Mezi lety 1994 a 1995 bylo do kostela pořízeno elektrické topení a v roce 1996 bylo pořízeno zabezpečení kostela a také byl kostel znovu vymalován v interiéru. V roce 1997 pak došlo také k opravě vnější fasády, instalace nových ciferníků věže a k pořízení nového kříže, o rok později byla dokončena oprava střechy na celém kostele. V roce 2009 bylo pořízeno elektrické ovládání zvonů a byl opraven hlavní oltář.